# Provinz Santa Cruz (Peru)
Die Provinz Santa Cruz liegt in der Region Cajamarca im Nordwesten von Peru. Die Provinz hat eine Fläche von 1418 km². Beim Zensus 2017 lebten 39.322 Menschen in der Provinz. Im Jahr 1993 lag die Einwohnerzahl bei 44.571, im Jahr 2007 bei 43.856. Verwaltungssitz der Provinz ist die Kleinstadt Santa Cruz de Succhabamba.

## Geographische Lage
Die Provinz Santa Cruz liegt im Westen der Region Cajamarca, etwa 75 km nordwestlich der Regionshauptstadt Cajamarca. Die Provinz liegt in der peruanischen Westkordillere. Der Río Chancay durchfließt die Provinz in westlicher Richtung.
Die Provinz Santa Cruz grenzt im Norden an die Provinz Chota, im Osten an die Provinz Hualgayoc, im Süden an die Provinz San Miguel sowie im Westen an die Provinz Chiclayo (Region Lambayeque).

## Verwaltungsgliederung
Die Provinz Santa Cruz gliedert sich in folgende 11 Distrikte. Der Distrikt Santa Cruz ist Sitz der Provinzverwaltung.
| Distrikt     | Verwaltungssitz           |
| ------------ | ------------------------- |
| Andabamba    | Andabamba                 |
| Catache      | Catache                   |
| Chancaybaños | Chancaybaños              |
| La Esperanza | La Esperanza              |
| Ninabamba    | Ninabamba                 |
| Pulán        | Pulán                     |
| Santa Cruz   | Santa Cruz de Succhabamba |
| Saucepampa   | Saucepampa                |
| Sexi         | Sexi                      |
| Uticyacu     | Uticyacu                  |
| Yauyucan     | Yauyucan                  |